# Frihetens fantom
Frihetens fantom (franska: Le fantôme de la liberté) är en fransk-italiensk dramakomedi från 1974 i regi av Luis Buñuel.

## Rollista i urval
- Jean-Claude Brialy - Foucauld
- Monica Vitti - Hélène Foucauld
- Michael Lonsdale - Jean Bermans
- Julien Bertheau - Richepin
- Jean Rochefort - Richard Legendre
- Michel Piccoli - andre polischefen
- Adolfo Celi - Dr. Pierre Pasolini
- Milena Vukotic - sjuksköterskan
- Claude Piéplu - poliskommissarie Dupuis
- Adriana Asti - Estelle
- Paul Frankeurl - värdshusvärden
- Pascale Audret - Mme. Legendre
- Pierre Maguelon - Gérard
- Maxence Mailfort - löjtnanten
- Bernard Verley - kaptenen
- François Maistre - gendarmernas lärare